# Fort Lillo

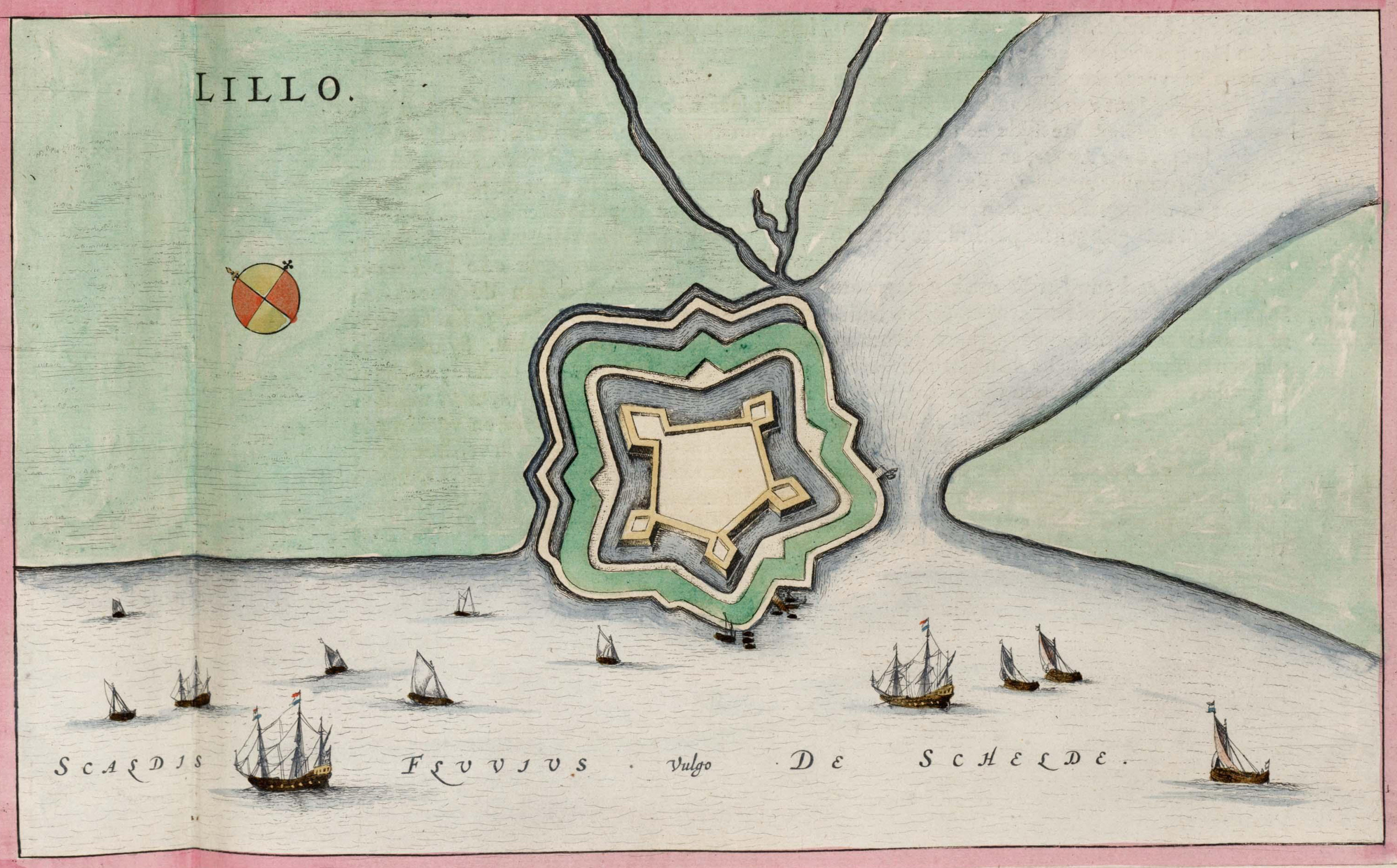
Fort Lillo omstreeks 1650

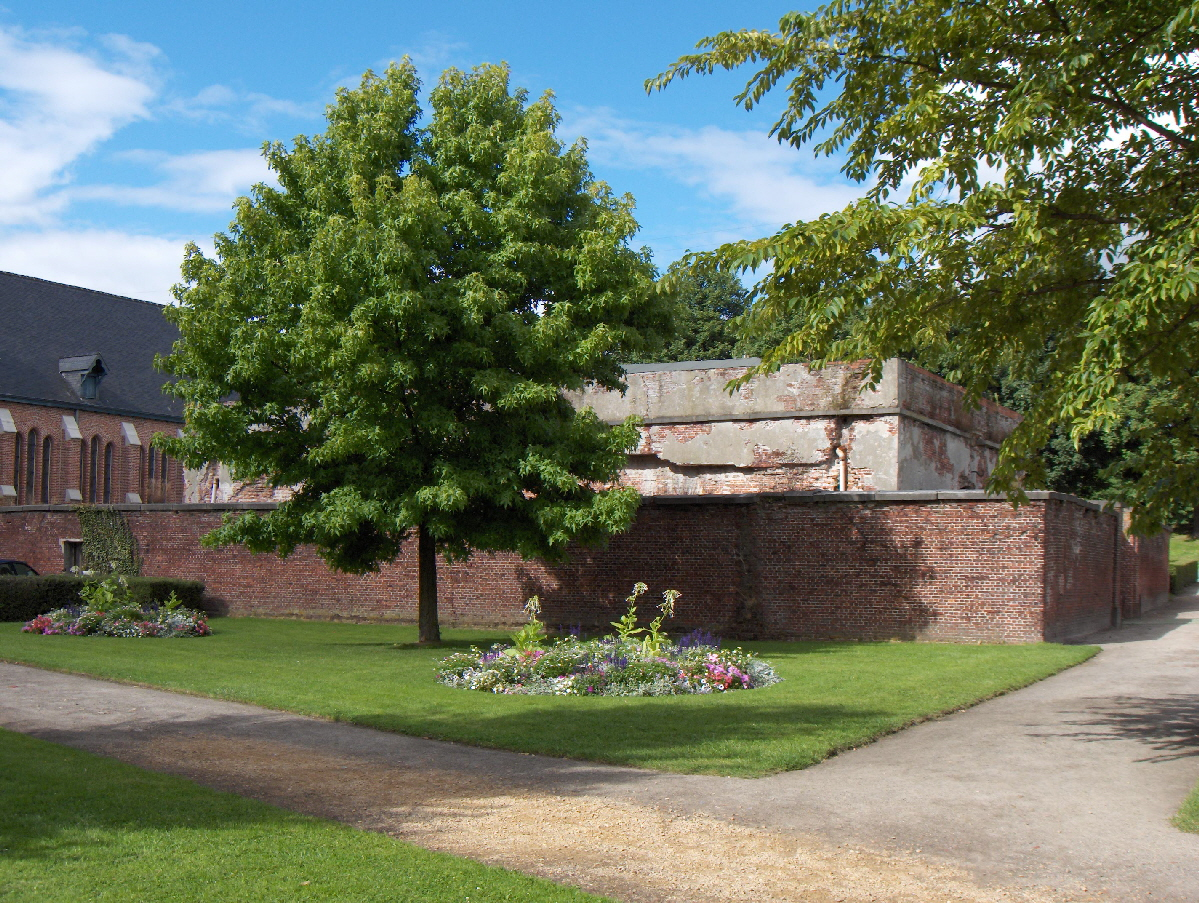
Fort Lillo: Buskruitmagazijn

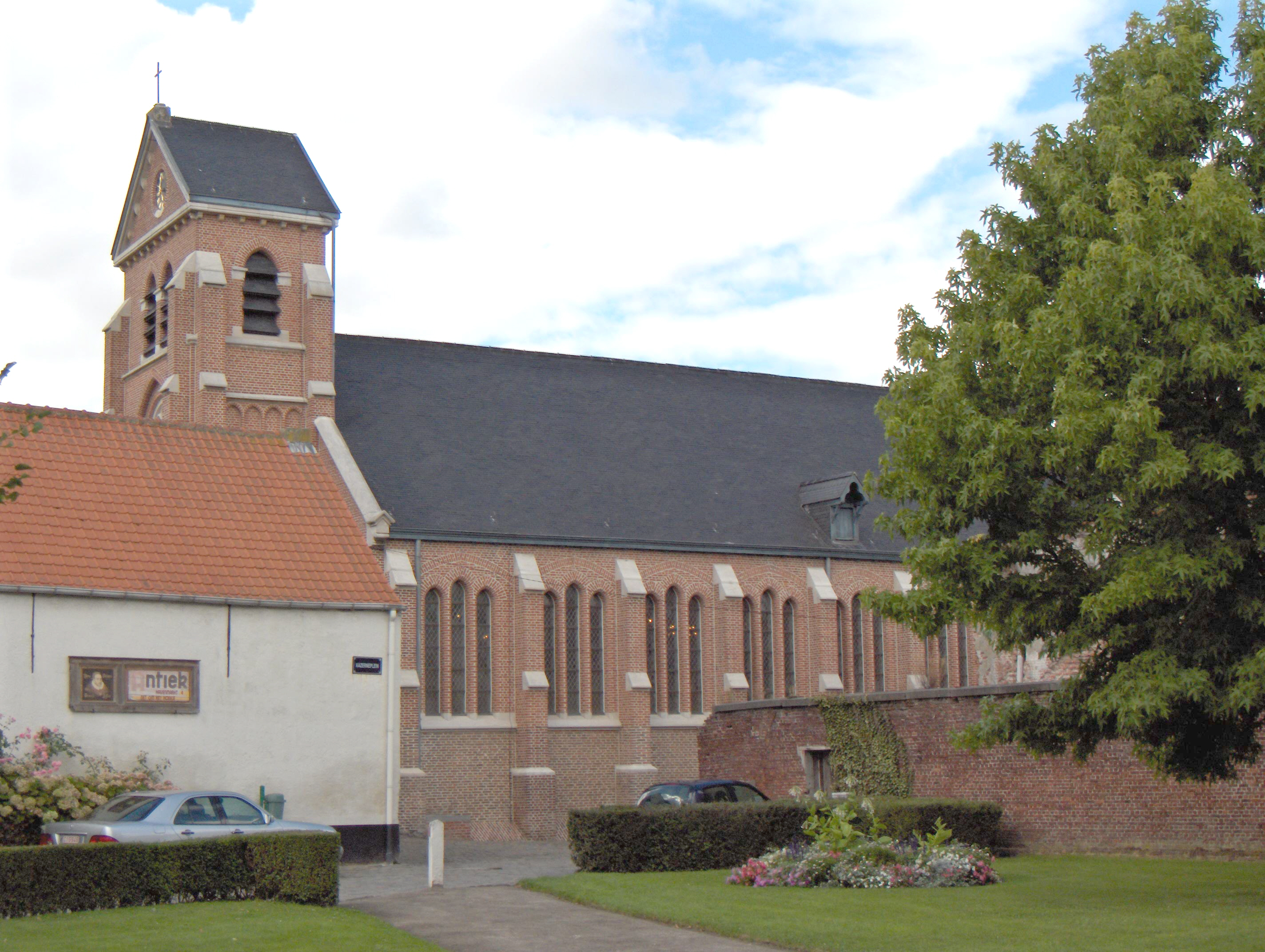
Fort Lillo: Sint-Benedictuskerk

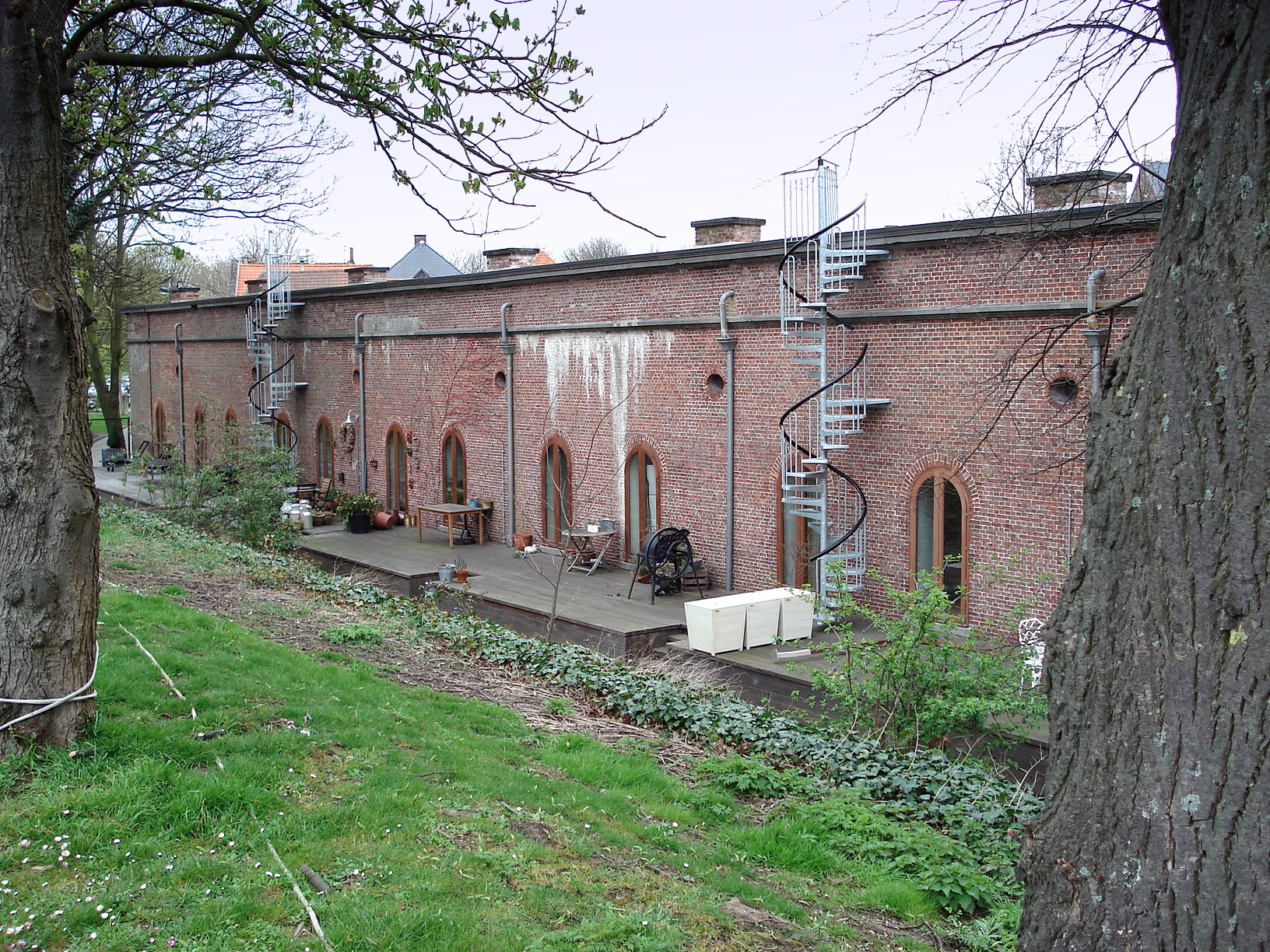
Fort Lillo: kazerne

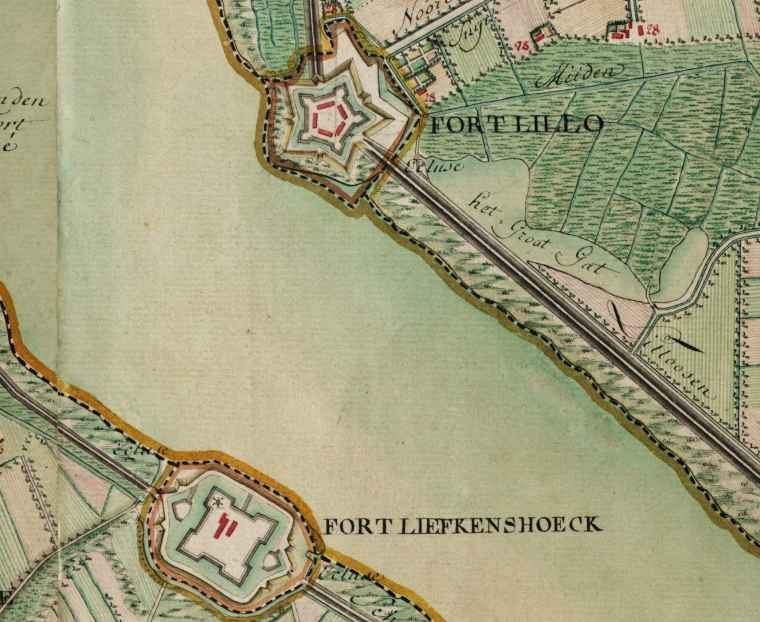
Fort Liefkenshoek en Fort Lillo op de Ferrariskaart uit 1775

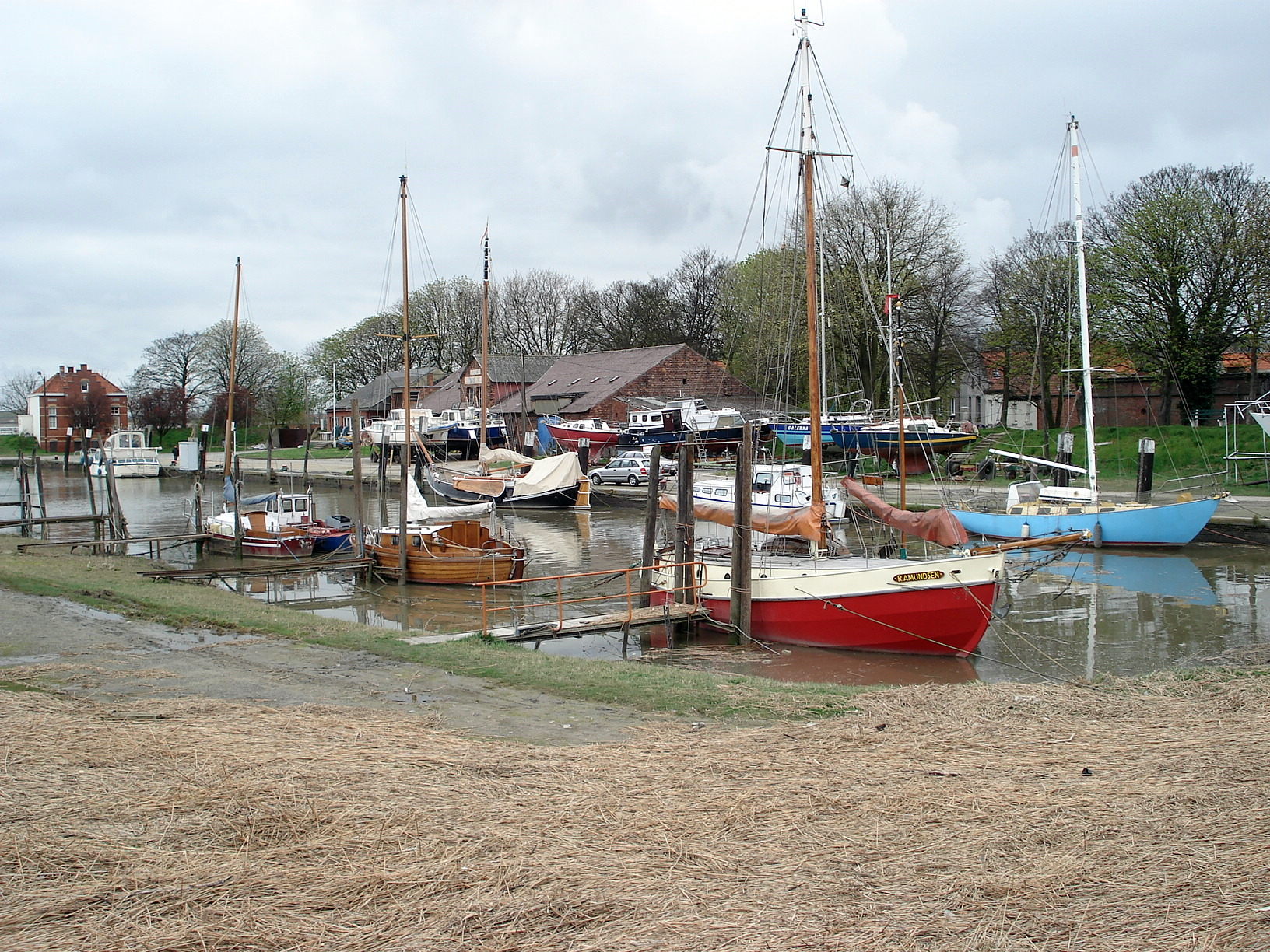
Fort Lillo: getijdehaventje bij vloed

Fort Lillo is een voormalig fort en een kleine woonkern ten noorden van Antwerpen aan de rechteroever van de Schelde. Het maakte vroeger deel uit van de verdwenen gemeente Lillo en is volledig omgeven door de haven van Antwerpen. In 1958 werd het bij Antwerpen gevoegd en sinds de decentralisatie in 2000 hoort het bij het district Berendrecht-Zandvliet-Lillo van de stad Antwerpen.

## Geschiedenis
Fort Lillo heeft in het verleden een belangrijke militaire rol gespeeld. Het Fort (een schans destijds) werd in 1578 op instigatie van prins Willem van Oranje gebouwd door Antwerpenaren teneinde de stad beter te kunnen beschermen tegen een te verwachten Spaanse aanval. Antwerpen behoorde toen tot de opstandige steden in de Nederlanden. De stad was een bolwerk van de Reformatie en had zich ontwikkeld tot een grote wereldhaven. In 1584 zag een Spaanse troepenmacht onder leiding van Mansfeld en Mondragon geen kans om het fort te veroveren.
Na de val van Antwerpen op 15 augustus 1585 bleef het fort Lillo, samen met het Fort Liefkenshoek op de linkeroever van de Schelde, in handen van de opstandelingen in de Noordelijke Nederlanden. In de loop der geschiedenis onderging dit bolwerk nog veel veranderingen, zoals in 1609 op basis van een bestek van David van Orliens. Bij de Vrede van Munster in 1648 werd het fort als vesting van de Republiek der Zeven Verenigde Nederlanden erkend.
Samen met het Fort Liefkenshoek speelde Fort Lillo een belangrijke rol in de beheersing van het scheepvaartverkeer van en naar Antwerpen. Er was op dit grenspunt een tol- en douanestation gevestigd. Daar werden de oude Zeeuwse tol en in de loop van de tijd wisselende in-, uit- en doorvoerrechten (convooien en licenten) geheven. Ook aan de Spaanse kant van de grens moesten, meestal zelfs hogere, rechten betaald worden. Verder was het niet toegestaan met zeeschepen rechtstreeks van of naar Antwerpen te varen ('sluiting' van de Schelde). De rede van Walcheren werd als voorhaven gebruikt en op het Zeeuwse traject van de Schelde moest de lading worden overgeslagen (verbodemd) op lichters. Dat diende vooral voor de bevestiging van de Zeeuwse soevereiniteit en de veiligheid van het Zeeuwse eilandenrijk. Zeehandel vanuit Antwerpen over de Schelde was dus wel mogelijk, mits de kooplieden en reders zich aan die regels hielden. Zeeland had zelfs belang bij een bloeiende Scheldehandel. De regeringen in Brussel en Madrid werkten er niet aan mee, omdat ze de Zeeuwse soevereiniteit over de Beneden-Schelde niet wilden erkennen, zo min mogelijk contact met de Republiek wensten en meenden historische doorvaartrechten te hebben. Daarom werd met tariefmaatregelen de handel met overzee zoveel mogelijk via de Vlaamse kusthavens Duinkerke en Oostende geleid. Op de verbindingskanalen met de kust was er in Gent en Brugge overigens ook een historische verbodemingsplicht. De achteruitgang van de haven van Antwerpen en de opkomst Amsterdam in de 16e en 17e eeuw waren geen gevolg van de 'sluiting' van de Schelde. Ze hadden diverse andere autonome oorzaken.
Tijdens de Oostenrijkse Successieoorlog in 1747 werd het fort Lillo door de Fransen veroverd en voor een jaar bezet. Bij de vrede van Aken (1748) werd het weer aan de Republiek toegewezen. Deze stond het fort ten slotte in februari 1786 aan de Oostenrijkse Nederlanden af ingevolge het verdrag van Fontainebleau uit 1785. In 1794 ging het weer over naar de Fransen, die het ingrijpend verbouwden. Na de Belgische Revolutie van 1830 bleven de forten Liefkenshoek en Lillo tot 1839 in handen van het Koninkrijk der Nederlanden.
Het fort had geen militair nut meer en in 1894 werd Lillo als vestingwerk buiten gebruik gesteld. Het hoofdbolwerk is in 1903-1906 gesloopt en de gracht aan Scheldezijde grotendeels gedempt. Bijna honderd jaar later, in 1981, is het als beschermd monument aangewezen. In de jaren 1903-1906 is het fort verminkt, toen het hoofdbolwerk werd gesloopt en een belangrijk deel van de vestinggracht aan de Scheldezijde, gelijktijdig met de aanleg van een haventje bij het fort, werd gedempt. In de periode 1585-1786 verbleven er doorgaans ca. 200 burgers in het fort. In 1830 waren er 34 burgerhuizen met 128 inwoners.
Fort Lillo is het enige overblijvende deel van het dorp Lillo, dat oorspronkelijk ook Lillo-Kruisweg en Oud-Lillo omvatte. Het dorp werd in 1958, samen met Berendrecht en Zandvliet bij de stad Antwerpen gevoegd. Het polderlandschap werd grotendeels onteigend voor de havenuitbreiding. Op Fort Lillo na is het dorp Lillo helemaal verdwenen.
Sinds de decentralisatie van 2000 gaan de oude gemeenten Lillo, Berendrecht en Zandvliet samen als het district Berendrecht-Zandvliet-Lillo, of afgekort Bezali.

## Bezienswaardigheden

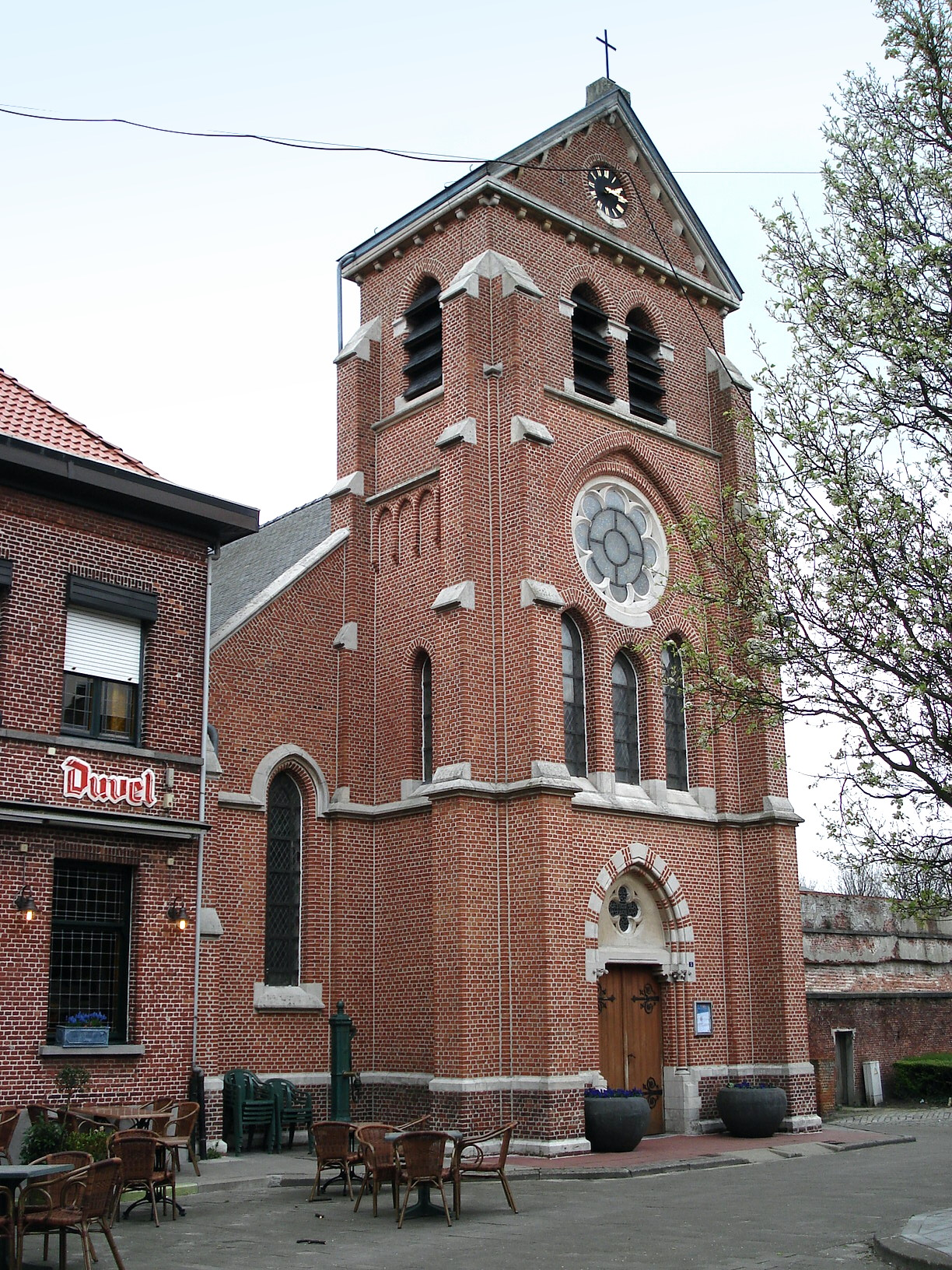
Sint-Benedictuskerk: westgevel en toren

Lillo trekt vooral in de zomermaanden veel dagjestoeristen aan. Naast de wallen van het fort is vooral de Sint-Benedictuskerk opmerkelijk: het gebouw is aan het einde van de 19e eeuw in neogotische stijl opgetrokken, maar de kleine toren heeft een neoclassicistisch fronton als bekroning. Er zijn beelden en meubilair in ondergebracht van enkele afgebroken kerken in de polder (o.a. van de Sint-Benedictuskerk van Lillo-Kruisweg). Op de plaats van de kerk stond vroeger een gereformeerde kerk.
De kazerne uit de napoleontische periode is in 2005 omgebouwd tot appartementen.
Het voormalige gemeentehuis werd door ingenieur Wim Goossens gerestaureerd en omgedoopt tot Landshuis, een exclusief pand waar regelmatig exposities en culturele evenementen plaatsvinden. Het Gemeentehuis grenst aan het Commandeurshuis en het Poldermuseum.
Lillo heeft een getijhaventje. In het killetje van Lillo, het haventje, liggen verscheidene jachten en boten, die met laag water droog vallen.
Tegenwoordig is er ook een ruilbibliotheek van de Stichting Hendrik Conscience annex kunstgalerij.
Aan weerszijden van Lillo bevinden zich twee buitendijkse natuurgebieden. Aan de noordzijde bevindt zich het Galgeschoor, een 46 ha groot brakwaterschor, waar geregeld geleide natuurwandelingen worden georganiseerd.
Aan de oostelijke kant bevindt zich de in 2012, in het kader van het natuurherstel in de Zeeschelde, afgegraven Potpolder van circa 10 ha. Dit gebied kan vrij bezocht worden langs het wandelpad op de ringdijk. Midden in het gebied ligt een vogelkijkeiland.
Sinds 1 juli 2019 is Fort Lillo over de Schelde met Antwerpen verbonden via DeWaterbus.

## Divers
- In (Zeeuws-) Vlaanderen en Bergen op Zoom kent men het gezegde "van Lillo komen", wat zoveel betekent als "je dom houden". De verklaring van dit gezegde is onduidelijk. Volgens een overlevering vindt dit gezegde zijn oorsprong in het (ontkennende) gedrag van de inwoners van Fort Lillo na een aan hen toegeschreven roofoverval op een boerderij te Waarde (Zuid-Beveland).[2] Goed denkbaar is, dat de bewoners van Lillo vroeger als dom werden beschouwd, omdat ze vanwege de geïsoleerde ligging van het fort slecht op de hoogte waren van allerlei maatschappelijke ontwikkelingen in Nederland. Hetzelfde werd echter ook van de omwonende Belgen gezegd.
- Fort Lillo is het decor voor de opnames van de Studio 100 serie Mega Mindy.
- In de zomer van 2016 kwam Lillo in de belangstelling door het spel Pokémon GO. Het spel verborg veel zeldzame Pokémon in Lillo waar op hun beurt dagelijks honderden Pokémonjagers op afkwamen.[3] Zij zorgen maandenlang voor een grote drukte in het kleine dorp. Om de rust van de bewoners te garanderen werd zelfs een avondklok overwogen door Antwerps burgemeester Bart De Wever, toch zover is het uiteindelijk niet gekomen.
- Lillo staat in de lijst van de 50 mooiste dorpen van Vlaanderen.